# Nansen-Apollo (cràter)
Nansen-Apollo és un lloc d'allunatge, coincident amb un cràter d'impacte de la Lluna situat a la vall de Taurus-Littrow, a la base del Massís Sud. Els astronautes Eugene Cernan i Harrison Schmitt el van visitar el 1972, a la missió Apollo 17, i s'hi van referir simplement com «Nansen». L'Estació Geològica 2 de la missió es va instal·lar allí. Nansen es troba al «mantell de llum», que és gairebé segur un dipòsit procedent d'una allau del Massís Sud.

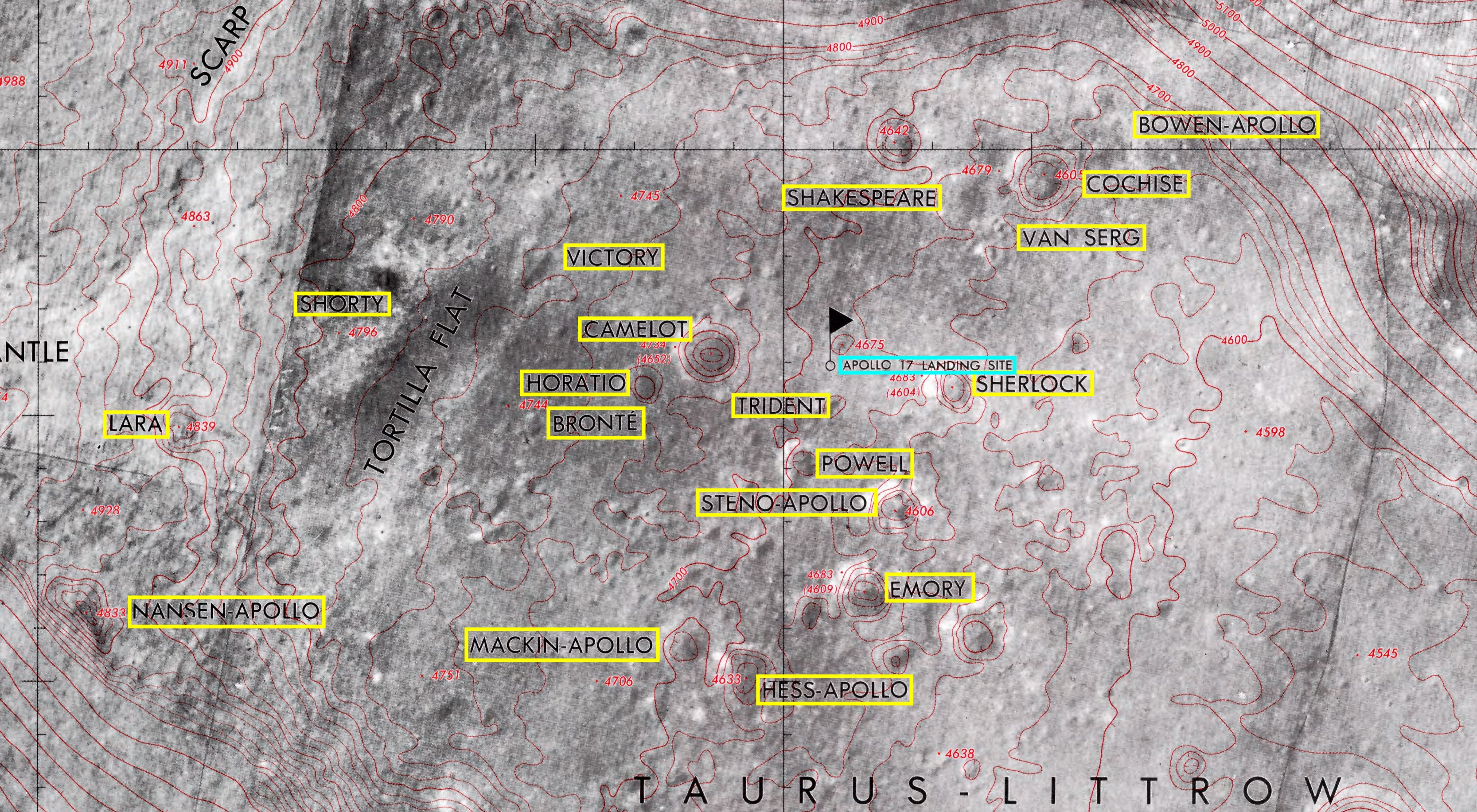
Localització de Nansen-Apollo, al inferior esquerra de la imatge (Lunar Topophotomap 43D1S1)
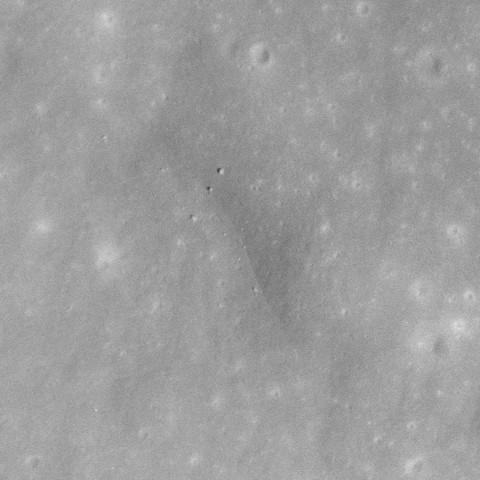
Imatge panoràmica des de l'Apollo 17

Al nord de Nansen hi ha el cràter Lara i l'Estació Geològica 3. Al nord-est hi ha Shorty i l'Estació Geològica 4. A uns 5 km a l'est es troben els cràters Mackin-Apollo i Hess-Apollo.

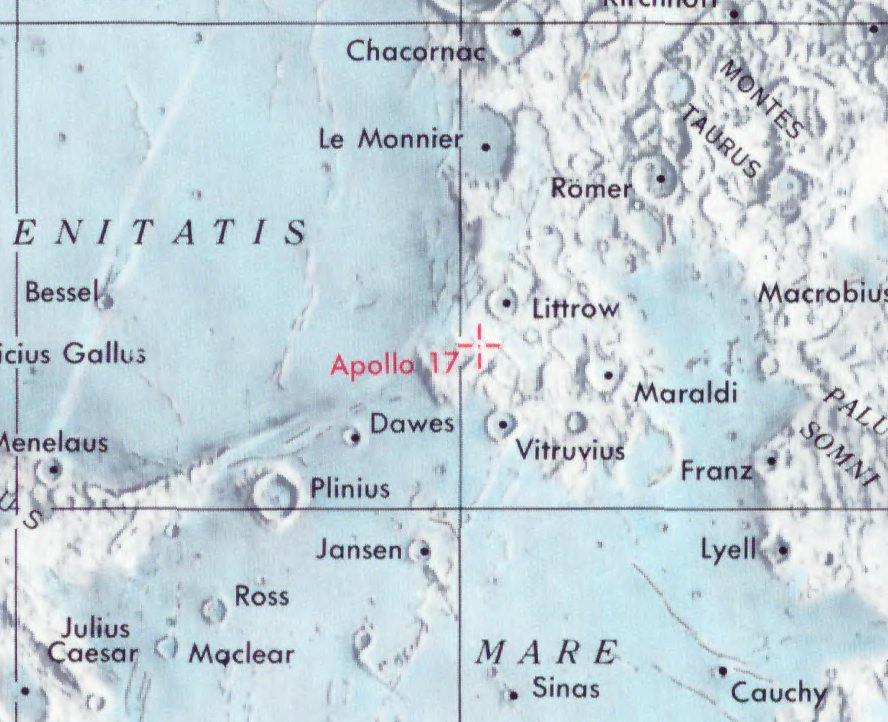
Localització del lloc d'allunatge de l'Apollo 17

## Denominació
El cràter va ser nomenat pels astronautes en record de Fridtjof Nansen, un explorador noruec.
La denominació té el seu origen en els topònims utilitzats en el full a escala 1/50.000 del Lunar Topophotomap amb la referència 43D1S1 Apollo 17 Landing Area.

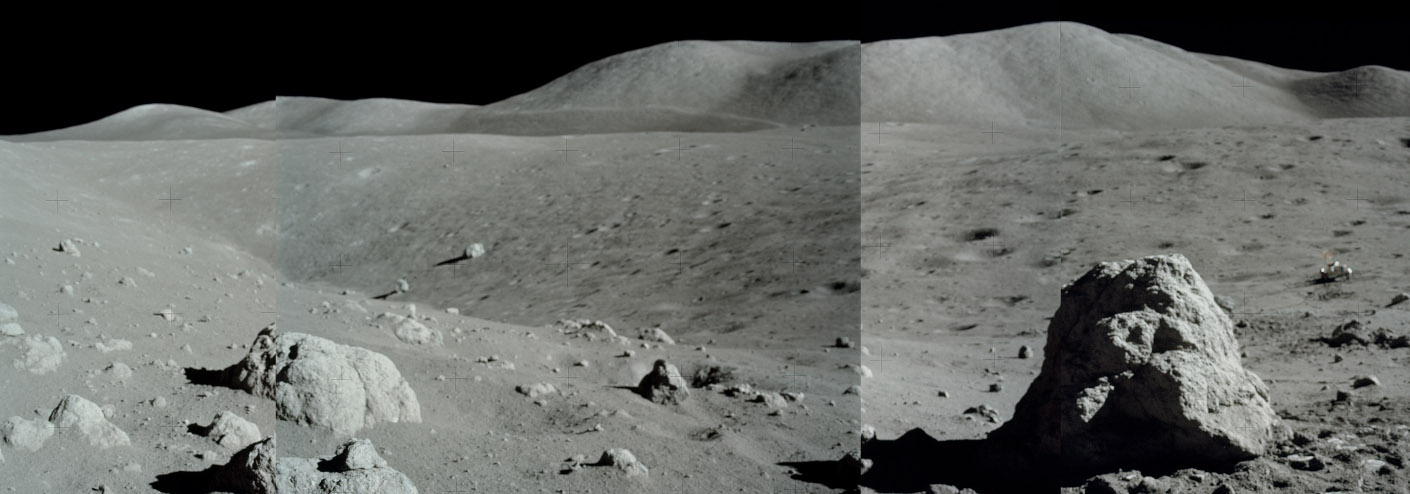
Cràter Nansen-Apollo a la base del Massís Sud, mirant cap al nord. El pot observar el rover al fons, prop de la vora dreta de la imatge. La roca al primer pla a la dreta va ser analitzada pels astronautes